# Vidhan Sabha

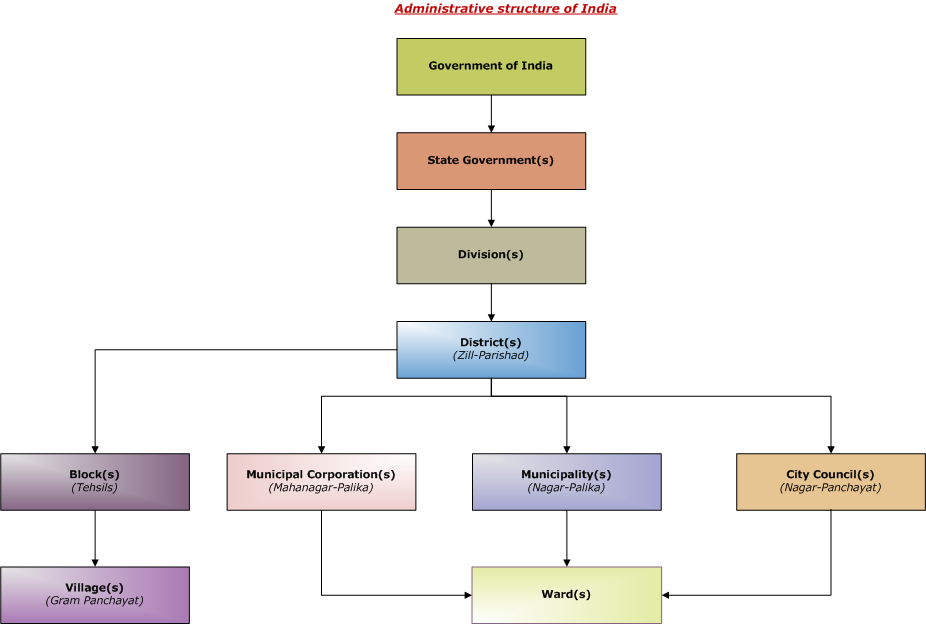
L'image montre la hiérarchie administrative de l'Inde, du gouvernement central aux administrations locales (États, districts, municipalités, villages).

La Vidhan Sabha (en hindi : विधान सभा) ou Assemblée législative (en anglais : Legislative Assembly) est la chambre basse (dans les États dont la législature est bicamérale) ou la chambre unique (dans les États dont la législature est monocamérale) d'un État indien. La chambre législative dans les territoires de Delhi et de Pondichéry s'appelle également Vidhan Sabha. Dans les États qui disposent d'une chambre haute, celle-ci s'appelle Vidhan Parishad (Conseil législatif).
Les membres de la Vidhan Sabha sont élus au suffrage universel direct pour un mandat de cinq ans mais elle peut être plus tôt dissoute.
La Constitution indienne prévoit qu'une Vidhan Sabha soit composée de 60 à 500 membres, mais par une loi du Parlement, les Vidhan Sabhas des États de Goa, du Sikkim et du Mizoram ont moins de 60 membres. Le gouverneur de l'État peut nommer un membre supplémentaire afin de représenter la communauté anglo-indienne. Les membres de la Vidhan Sabha doivent pour être élus être citoyens indiens, être âgés de plus de 25 ans, ne pas souffrir de maladie mentale ni être en faillite personnelle et ne pas faire l'objet de poursuites pénales.
La Vidhan Sabha élit un speaker, qui préside les séances.
Les projets de loi sont déposés à l'une des deux chambres de la législature de l'État (Vidhan Sabha ou Vidhan Parishad), à l'exception des lois de finance qui sont déposées au Vidhan Sabha. Une fois adopté par la première chambre, un projet de loi est envoyé à la seconde chambre. Si la seconde chambre rejette le projet de loi, n'agit pas dans les six mois (quatorze jours pour les lois de finance) ou adopte des amendements qui sont inacceptables pour la première chambre, le gouverneur de l'État peut convoquer une session commune des deux chambres pour se prononcer définitivement sur le projet de loi.